# Yamagata Aritomo

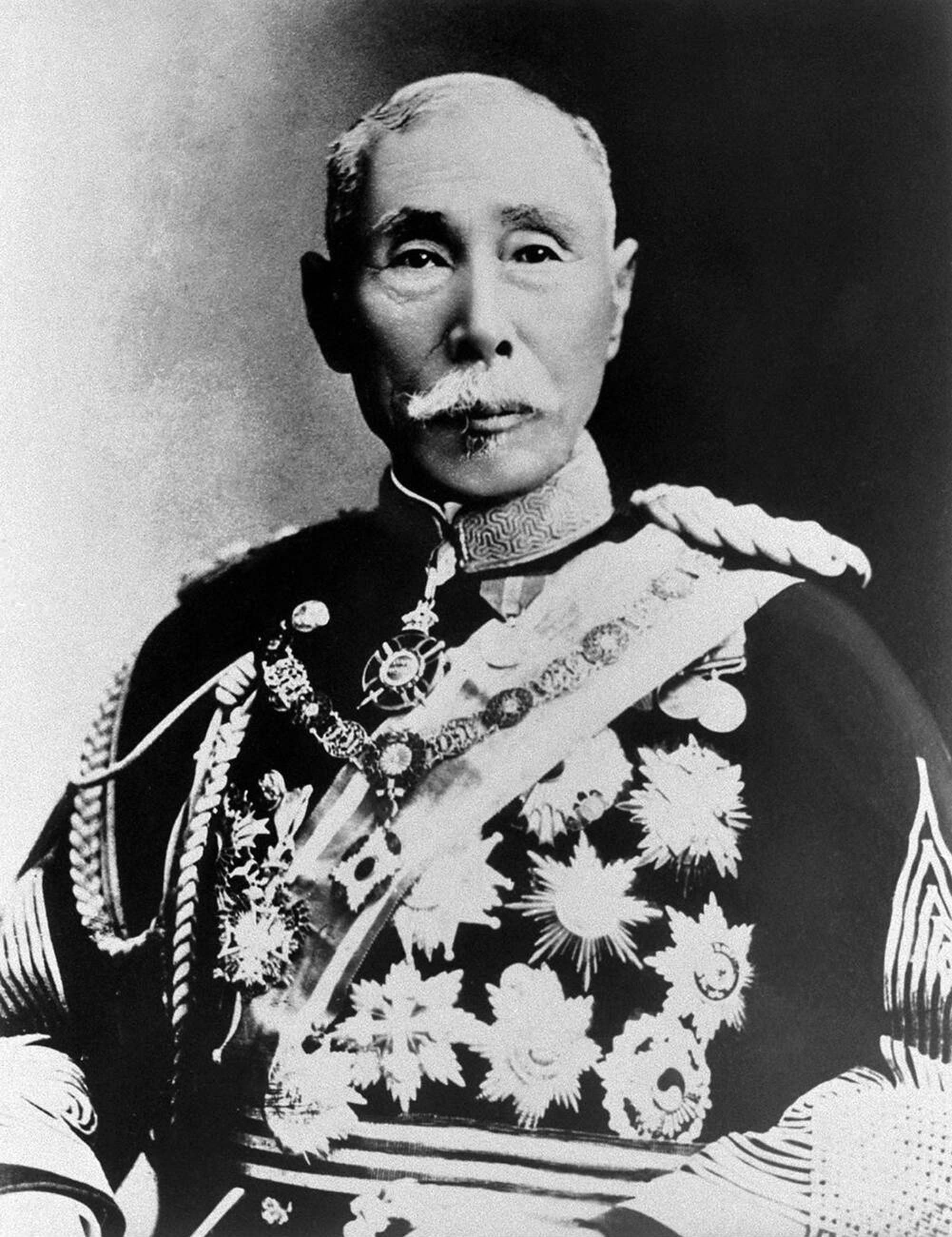
Yamagata Aritomo

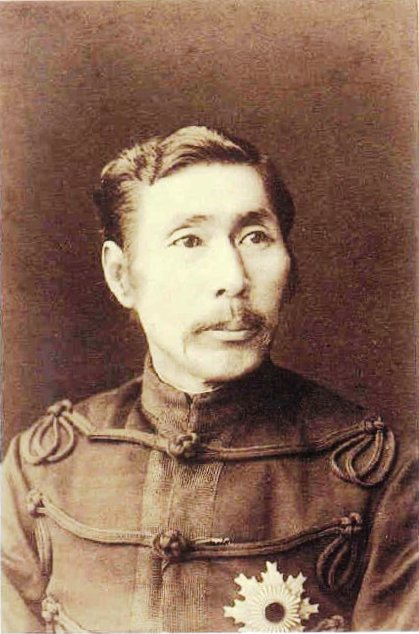
Yamagata Aritomo

Kōshaku Yamagata Aritomo (jap. 山縣 有朋, modern 山県 有朋; * 14. Juni 1838 (traditionell: Tempō 9/int. 4/22) in Hagi; † 1. Februar 1922 in Odawara) war ein japanischer Militärführer und Politiker. Er war mehrfacher Heeres- und Premierminister von Japan, darunter der erste, der unter den Einschränkungen durch die Meiji-Verfassung regieren und Haushalt und Gesetze von einem zum Teil gewählten Reichstag bestätigen lassen musste. Als General schlug er 1877 die die von Saigō Takamori angeführte Satsuma-Rebellion nieder. Er war wie keine andere Persönlichkeit aus der Meiji-Zeit dafür verantwortlich, dass Japan zu einer imperialistischen Großmacht wurde, und gilt daher als Nationalheld. Unabhängig davon war er außerdem ein sehr talentierter Gärtner, dessen Anlagen bekannte Meisterwerke japanischer Gartenkunst dar stellen.

## Leben
Yamagata wurde als Sohn einer ärmeren Samurai-Familie geboren, die in dem Ort Hagi, der Hauptstadt des Han (Lehen) Chōshū ansässig war. Er ging auf die Shōkasonjuku, eine Privatschule, die von Yoshida Shōin geleitet wurde und studierte Chinesische Denkweisen. Yoshida Shōin, einer der führenden Intellektuellen der Bewegung Sonnō jōi, hielt Revolten gegen unfähige Herrscher für legitim und kritisierte die Schwäche des Shogunats gegenüber den westlichen Nationen. Es ist daher nicht überraschend, das Yamagata bald ein Shishi, ein Anhänger der Restauration der Macht des Tennō, war. 1863 wurde er Kommandant der Kiheitai (deutsch: Spezialtruppe). Es war eine von Takasugi Shinsaku neu organisierte Truppe, in die erstmals auch nichtadlige Japaner aus dem Stand der Bürger und Händler aufgenommen wurden. Die von Yamagata geführte Einheit bewährte sich erstmals bei der Abwehr einer Strafexpedition des Bakufu gegen die Lehen Chōshū und Satsuma im Jahr 1866. Während des Boshin-Krieges wurde er zum Stabsoffizier ernannt.
Ōmura Masujirō, der erste Kriegsminister im Kabinett der Meiji-Regierung, starb Ende 1869 an den Folgen eines Anschlages. Yamagata übernahm das Amt seines Vorgesetzten, der wie er selbst aus Chōshū stammte. Er reiste im Auftrag der japanischen Regierung zusammen mit Saigō Tsugumichi nach Europa, um das Militärwesen europäischer Streitkräfte zu studieren. Nach seiner Rückkehr nach Japan begann er ab 1870 die Kaiserlich Japanische Armee zu reformieren und sie nach dem Muster der Preußischen Armee neu zu gestalten. Infolgedessen entwickelten sich die japanischen Streitkräfte zu einer modernen Armee.
Im Juni 1873, sowie von August 1874 bis Dezember 1878 war er Heeresminister und setzte die Weiterentwicklung der japanischen Streitkräfte fort. Er gründete im Dezember 1878 das Generalstabsbüro, dessen erster Vorsitzender er wurde und das die wichtigste Stütze seiner politischen Macht werden sollte. Er veranlasste den Kaiser Mutsuhito (posthum Kaiser Meiji) dazu, seine Schrift Die kaiserlichen Worte für die bewaffneten Streitkräfte zu verfassen. Dieses Dokument war die Grundlage des Eides, den japanische Soldaten bis 1945 schworen. 1877 schlug er den letzten Aufstand gegen die amtierende Regierung unter der Führung des bekannten Samurai Saigō Takamori nieder. Im Februar 1882 wurde er der Vorsitzende des Sanjiin (Legislativrats).
Im Dezember 1883 wurde er zum Lord-Kanzler (Naimu-kyō) ernannt, was das höchste Amt in der japanischen Verwaltung vor Einführung eines europäischen Kabinettssystems im Dezember 1885 darstellte. Dieses Amt wurde dann zu dem eines Innenministers (Naimu Daijin), welches er bis Mai 1890 ausübte. Er unterdrückte in diesen Funktionen die Bewegung der freien Demokraten, wobei er jedoch die Mitsprache des Volkes in der Politik wünschte. Zudem ordnete er die Bildung eines neuen landesweiten Verwaltungssystems an, mit der Einführung von Stadtkreisen (shi) und (land)kreisangehörigen Gemeinden (machi und mura) 1888, sowie der Reorganisierung der Landkreise (gun) und Präfekturen (fu und ken) 1890. Bis auf die Landkreise existiert diese Verwaltungsgliederung auch heute noch.
Von Juli 1886 bis Juni 1887 war er zusätzlich noch Minister für Landwirtschaft und Handel.

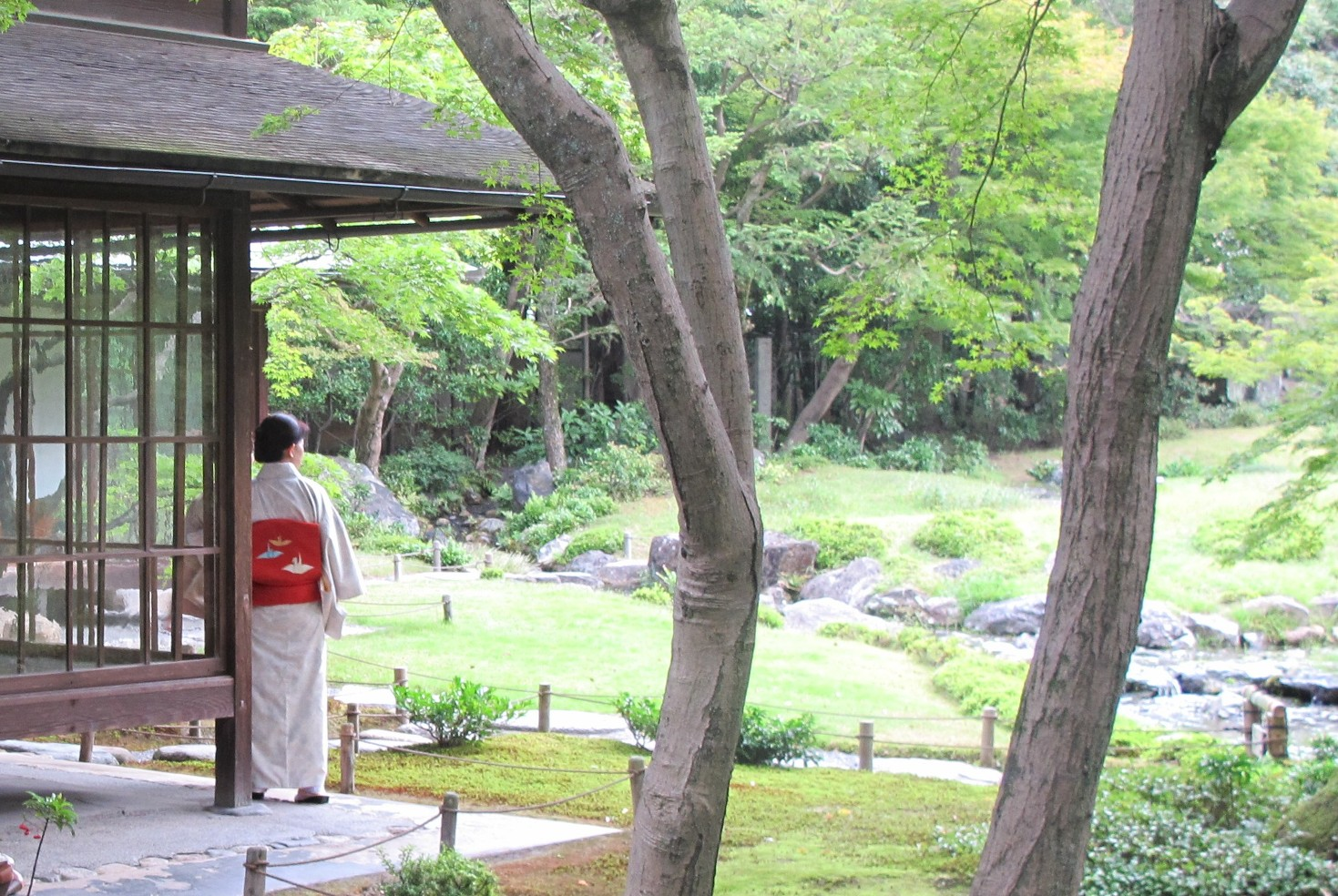
Blick in den Garten von Yamagatas „Landhaus“ mitten in Kyoto. Dort fanden viele seiner Besprechungen statt.

Nach der Einführung der Meiji-Verfassung 1889 wurde er zweimal zum japanischen Premierminister ernannt. Die erste Amtszeit dauerte vom 24. Dezember 1889 bis zum 6. Mai 1891. Danach war von August 1892 bis März 1893 Justizminister und wurde im März 1893 kurzzeitig der Vorsitzende des Geheimen Rates.
Mit Ausbruch des Ersten Japanisch-Chinesischen Krieges wurde er im August Kommandierender der 1. Armee und im Dezember 1894 Kangun (Generalinspekteur des Heeres), was er bis Januar 1898 blieb. Kurz vor Ende des Krieges war er zusätzlich zwischen März und April 1895 kurzzeitig erneut Heeresminister. Am 20. Januar 1898 erhielt er den Ehrentitel eines Generalfeldmarschalls (Gensui).
Seine zweite Amtszeit als Premierminister begann 1898 und endete 1900. 1901 wurde er mit dem Titel Genrō (Mitglied des Rates der älteren Staatsmänner) geehrt, der nur hochverdienten Politikern zuteilwurde. Zusätzlich wurde er im Juli 1903 Mitglied des Geheimen Rates. Von Juni 1904 bis Dezember 1905 während des Russisch-Japanischen Krieges leitete er den Generalstab. Anschließend wurde er der Vorsitzende des Geheimen Rates. Diesen Posten hatte er, mit Ausnahme Juni bis November 1906, als er kurzzeitig von Itō Hirobumi abgelöst wurde, bis zu seinem Tode inne.
Im September 1907 wurde er zum Kōshaku (Fürst) ernannt.
Yamagata sprach sich im Zuge der wachsenden sozialistischen Bewegungen Japans für ein hartes Eingreifen gegenüber jenen Bestrebungen aus. Deshalb scheute er sich nicht, innenpolitische Angriffe auf den damaligen Premierminister Saionji Kimmochi zu starten. Saionji galt als „Taube“ und ging nach Ansicht Yamagatas nicht hart genug gegen Sozialisten und Anarchisten vor. Sein Wunsch, Saionji Kimmochi durch den radikaleren Katsura Tarô zu ersetzen, wurde ihm vom Tennô Mutsuhito erfüllt; auch wenn der einflussreiche Yamagata nicht der einzige Faktor für den Wechsel zu Katsura war.
In seiner späten politischen Karriere teilte er die Macht nur noch mit Itō Hirobumi. Im Gegensatz zu diesem mochte er aber politische Parteien nie. Nach dem Tod von Itō Hirobumi 1909 wurde er der einflussreichste Politiker in Japan.

## Filme
- Der Aufstand des Samurai Saigō Takamori und seine Niederschlagung 1877 waren die historische Grundlage des Films The Last Samurai (2003).
- Im japanischen Manga Rurouni Kenshin, das als Handlungszeitraum ebenfalls den Beginn der Meiji-Restauration hat, spielt Yamagata Aritomo eine Rolle.